# Тауіпський сільський округ
Тау́іпський сільський округ (каз. Тәуіп ауылдық округі, рос. Таупский сельский округ) — адміністративна одиниця у складі Іргізького району Актюбінської області Казахстану. Адміністративний центр — село Куйлис.
Населення — 553 особи (2021; 992 у 2009, 1009 у 1999, 1409 у 1989).
Станом на 1989 рік існувала Таупська сільська рада (села Аймамбет, Жансайбай, Каракол, Куйлис). 2008 року зі складу сільського округу було виділено територію площею 2087,80 км² і населений пункт Жайсанбай з метою утворення нового Жайсанбайського сільського округу. 2015 року ліквідовано село Караколь.

## Склад
До складу округу входять такі населені пункти:
| Населений пункт  | Колишні назви | Населення, осіб (1989) | Населення, осіб (1999) | Населення, осіб (2009) | Населення, осіб (2021) |
| ---------------- | ------------- | ---------------------- | ---------------------- | ---------------------- | ---------------------- |
| Аймамбет, село   | -             | 193                    | -                      | -                      | -                      |
| Куйлис, село     | -             | 857                    | 791                    | 782                    | 553                    |
| --Караколь, село | Каракол       | 359                    | 218                    | 210                    | -                      |